# Malcolm Shabazz
Malcolm Lateef Shabazz (París, Francia; 8 de octubre de 1984 - Ciudad de México, México; 9 de mayo de 2013) fue el hijo de Qubilah Shabazz, la segunda hija de Malcolm X y Betty Shabazz. Su padre era un musulmán argelino al que Qubilah conoció en París. Él fue el primer descendiente varón de El-Hajj Malik El-Shabazz, más conocido como Malcolm X.

## Niñez
Malcolm Lateef Shabazz nació en París, Francia.  Nunca tuvo recuerdos de haber conocido a su padre. Cuando tenía pocos meses de edad, él y su madre se trasladaron a Los Ángeles. Poco después, se fueron a Nueva York y posteriormente a Filadelfia.  A los tres años de edad, fue reportado por prenderle fuego a sus propios zapatos. Llevó un cuchillo a la escuela en el tercer grado. Por la misma época sufría de alucinaciones, siendo hospitalizado por un corto tiempo.
A principios de los 90´s, Malcolm a menudo se quedaba a vivir con su abuela Betty y con sus tías en Nueva York. En 1994, se trasladó junto con su madre a la ciudad de Minneapolis. Ella estaba siendo implicada en un plan para asesinar a Louis Farrakhan por un informante del FBI. En enero de 1995, Qubilah fue acusada de intentar contratar a un asesino para matar a Farrakhan. Ella aceptó un acuerdo entre las partes con respecto a dichos cargos, mediante el cual mantenía su inocencia pero aceptaba la responsabilidad por sus acciones. Bajo los términos de dicho acuerdo, estaba obligada a someterse a consejería psicológica y tratamiento por abuso de drogas y alcohol por un período de dos años a fin de evitar una pena de prisión. Durante la duración del tratamiento de su madre, Malcolm, de diez años de edad, fue enviado a vivir con su abuela Betty en su apartamento en Yonkers, New York.
Malcolm visitó a Qubilah en diciembre de 1996 en San Antonio. Ella se había casado, y Malcolm se unió rápidamente en lo afectivo con su padrastro. Pero el matrimonio terminó pronto, y Malcolm y su madre comenzaron a pelear. El 26 de febrero, ella llamó a la policía y dijo que quería que él fuera internado en un hospital psiquiátrico. Después de una breve estancia, Malcolm fue puesto en libertad. En abril, él llamó a la policía e informó de que habían peleado de nuevo. El 26 de abril, Malcolm fue enviado de vuelta a Nueva York a vivir con su abuela.

## El incendio y su primera detención
El 1 de junio de 1997, Malcolm Shabazz, entonces de doce años de edad, comenzó un incendio en el apartamento de Betty Shabazz. Ella sufrió quemaduras en el 80 por ciento de su cuerpo. Betty Shabazz falleció a causa de sus heridas el 23 de junio de 1997. En una audiencia, expertos describieron a Malcolm como "sicótico y esquizofrénico". También fue descrito como "brillante pero perturbado". Se declaró culpable y fue sentenciado a 18 meses de detención juvenil por homicidio e incendio, con posibles prórrogas anuales hasta cumplir los 18 años. Shabazz fue puesto en libertad después de cuatro años. 
En una entrevista de 2003 con The New York Times, Shabazz, entonces de 18 años, dio su versión acerca del fuego y los acontecimientos que condujeron a ello. Explicó que había estado viviendo infeliz en Nueva York con su abuela y había comenzado: "Siendo malo, haciendo cualquier cosa para que me mandaran de nuevo con mi madre. Entonces tuve la idea de provocar el fuego". Expresando remordimiento por el evento, Shabazz continuó: 

Yo inicié un incendio en el vestíbulo, no lo pensé a fondo, pero ella no tenía por qué correr a través de aquel fuego... Había otra salida de la casa desde su cuarto. Supongo que lo que pensó era que yo estaba atrapado, y que tenía que correr a por mí porque se encontraba frente a mi habitación. Ella corrió a través del fuego. Yo no imaginé que sucedería, que haría eso.
Malcolm Shabazz

Shabazz se lamentó por sus acciones, afirmando que él se sentaba en su catre en la cárcel y pedía una señal del perdón de su abuela muerta, Shabazz continuó: 
Sólo quería que supiera que lo sentía y saber si aceptaba mis disculpas, que no fue mi intención. Pero no obtuve una respuesta, y yo realmente lo deseaba.
En la misma entrevista, Shabazz también descartó el diagnóstico de aquel psiquiatra infantil durante su juicio acerca de que era un esquizofrénico paranoico, diciendo que él sólo había "inventado" una historia acerca de oír voces en su infancia "para atraer la atención".

## Edad adulta
Tras su liberación, Shabazz vivió un tiempo con su tía, Ilyasah Shabazz. Fue arrestado en 2002 por el robo de 100 dólares. Se declaró culpable de intento de robo y fue sentenciado a tres años y medio de prisión. Shabazz fue detenido de nuevo en 2006, por la perforación de un agujero en la ventana de cristal de una tienda.
En 2010, Shabazz realizó el Hajj a La Meca. Shabazz hablaba con fluidez en francés, español y árabe. Fue profesor de inglés en Siria, mientras que estuvo en el extranjero.  
En febrero de 2013, la iraní Press TV, empresa de medios bajo control estatal, informó que Shabazz había sido detenido por la FBI mientras se dirigía a Irán. La historia fue ampliamente difundida, pero dos días más tarde la familia de Shabazz anunció que el informe de Press TV era incorrecta. Dijeron que Shabazz había sido detenido, pero su detención no tenía nada que ver con el FBI o Irán.
Sin embargo, en marzo de 2013, el propio Malcolm Shabazz publicó un Manifiesto o Declaración concerniente a su arresto en febrero pasado, mediante el cual informa que "...esta es MI DECLARACIÓN RELATIVA AL ACOSO DE LA POLICÍA / FBI que dio como resultado MI INJUSTO ARRESTO Y DETENCIÓN en febrero de 2013, interrumpiendo mi viaje a Teherán, Irán, a donde me dirigía para participar en el Festival Internacional de Cine de Fajr".

Fui arrestado por las autoridades después de que solicité una visa para Irán, 2 días antes de mi partida. Un escuadrón de detectives del Departamento de Policía de Middletown me rodeó en la calle a 2 cuadras de donde yo estaba residiendo. Me preguntaron mi nombre, y yo les di un alias, pero ya eran muy conscientes de quien en realidad era. Yo no les dije mi nombre real, porque yo no sabía lo que estaba pasando. Cuando fui llevado ante un juez de la corte de la ciudad de Middletown, me sorprendí al ser informado de que estaba siendo acusado de robo en gran cuantía, y cargos por usurpación de personalidad. Luego me enviaron a la cárcel, y me llamaron a comparecer de nuevo 7 días después. Para entonces, a la siguiente fecha de audiencia, el cargo falso por robo en gran cuantía, que sólo pusieron para justificar mi detención inicialmente, se había caído. Y me dejaron para enfrentar, los cargos de usurpación de personalidad. Me ofrecieron 90 días por el delito de dar a las autoridades el nombre equivocado, lo que rechacé para después "ser rescatado" a las 2 semanas.
Malcolm Shabazz

Cuando estaba detenido en el vientre de la bestia bajo cargos falsos, a mi rescate llegó el periodista de Press TV con sede en Irán. Mi relación con este potente y progresista equipo de noticias se inició en abril de 2012, y antes tuve conversaciones con su periodista respecto a temas de actualidad internacional. He desarrollado una relación positiva con algunos de ellos, y como resultado fui invitado a viajar a Irán para discutir el impacto de Hollywood en los estereotipos musulmanes, iraníes y los pueblos africanos. Del 15 de enero al 18 de 2013, yo fui entrevistado para el documental de Press TV "La fachada del sueño americano". Y antes de mi fecha de partida a Irán, la televisora Lifetime lanzó una película biográfica llamada "Betty & Coretta" que era una mala representación sensacionalista sobre mis abuelos, mi madre y yo. Esta película además de estar pobremente actuada y de ser poco profunda, también amenazaba con enardecer viejas controversias, abrir las heridas no cicatrizadas y con recordar a la opinión pública sobre los tristes intentos anónimos de la B.O.S.S.I, la C.I.A., el F.B.I. y de otras oscuras fuerzas que crearon el clima propicio el asesinato de mi abuelo, haciendo de mi familia una víctima sufrida de la COINTELPRO, y de otros programas de la represión contra los negros. Naturalmente, cualquier cosa hecha para agitar antiguas enemistades de la familia Shabazz me va a afectar, al llevar el amoroso nombre, y ser el primer heredero varón de Malcolm X, y que aunque esté con altibajos en la suerte, eso no me eximirá de esta realidad.
Malcolm Shabazz

La fórmula para un asesinato público es: la difamación antes del asesinato físico, con lo cual uno se convierte en Matable ante los ojos de la opinión pública y finalmente el eventual asesinato será luego considerado justificable. Y cuando llega el momento de que estos golpes se vayan a llevar a cabo, uno no va a ver un agente de la CIA con traje y corbata, y una insignia que dice "CIA", acercarse y apretar el gatillo. Lo que van a hacer es subcontratar a los departamentos de policía locales en la región donde ande su objetivo, y emplearlos en infiltrarse en los trabajos contra el blanco de interés y así configurar el entorno para que el eventual asesinato (por difamación, muerte física/encarcelamiento, o el exilio) se lleve a cabo...
Malcolm Shabazz

## Fallecimiento
Shabazz murió en Ciudad de México el 9 de mayo de 2013, después de que se separó de un amigo en un bar, y luego golpeado en un aparente pleito. El amigo de Shabazz, Miguel Suárez, dijo a Associated Press, que Malcolm expiró a consecuencia de sus heridas en un hospital cercano.
"Según testimonios, Shabbaz y unos amigos se negaron a pagar una cuenta por 1.200 dólares en el bar, lo que derivó en una riña, en la cual recibió fuertes golpes y fue trasladado al hospital, donde falleció".
El 13 de mayo de 2013, fueron detenidos dos empleados del local como presuntos autores del homicidio de Shabazz. Según la investigación policial, después de acabar con la vida de Shabazz a golpes, los camareros lo desvalijaron, quedándose con las posesiones de la víctima.